# MQ–1 Predator
Az MQ–1 Predator (Eredeti nevén RQ–1 Predator) többfeladatú, pilóta nélküli repülőgép, melyet az Amerikai Egyesült Államokban fejlesztettek ki a Gnat 750 típusból. Eredetileg csak felderítésre volt alkalmas (innen az eredeti RQ név), azonban később lehetőséget teremtettek két AGM–114 Hellfire irányított páncéltörő rakéta hordozására. A repülőgépet bevetették  Bosznia, Irak, Afganisztán, Koszovó és Jemen felett is, egy időben Taszárról is üzemeltették. Továbbfejlesztett változata az MQ–9 Reaper.